# Nannocharax intermedius
Nannocharax intermedius är en fiskart som beskrevs av Boulenger, 1903. Nannocharax intermedius ingår i släktet Nannocharax och familjen Distichodontidae. IUCN kategoriserar arten globalt som livskraftig. Inga underarter finns listade i Catalogue of Life.